# Porto di Capraia Isola
Il porto di Capraia Isola è il principale porto dell'isola, oltre ad essere l'unica via di collegamento con la penisola e le altre isole facente parte dell'arcipelago toscano. 
È ubicato tra due moli, il molo Nord lungo 140 metri ed il molo Sud che misura circa 200 metri.

## Descrizione
Il porto dispone di circa 200 posti barca per imbarcazioni a motore fino a 38 metri e per le imbarcazioni a vela fino a 26 metri.
Dispone inoltre di un campo boe, completato nel 2006, che rende possibile l'attracco di ulteriori 40 imbarcazioni con massima lunghezza di 20 metri. Tuttavia questa struttura viene posizionata solo stagionalmente da maggio a settembre, all'imboccatura del porto.
È l'unico attracco disponibile nell'isola per il traghetto e anche la sola possibilità di effettuare escursioni via mare verso le varie calette della Capraia.
I posti barca sono così disposti:
- 40 posti barca nel campo boe per imbarcazioni che vanno dai 10 ai 20 metri

- 303 posti barca nelle località Porto e Fiumarella di cui:
  - 59 per imbarcazioni di 5 metri;
  - 85 per imbarcazioni di 6 metri;
  - 48 per imbarcazioni di 7 metri;
  - 12 per imbarcazioni di 8 metri;
  - 9 per imbarcazioni di 9 metri;
  - 37 per imbarcazioni di 11 metri;
  - 43 per imbarcazioni di 13 metri;
  - 6 per imbarcazioni di 18 metri;
  - 2 per imbarcazioni di 20 metri;
  - 2 per imbarcazioni sopra i 20 metri.

Nell'edificio denominato "la Save salata", sulla banchina, si trovano l'ufficio della Marina di Capraia, quello della Capitaneria di Porto e quello delle informazioni turistiche gestito dalla Pro Loco.